# Asuka, Yamato
Asuka (japanski: 飛鳥) je bila jedna od carskih japanskih glavnih gradova za vrijeme razdoblja Asuke (538. – 710.), koje je ime dobilo po ovom mjestu. Nalazi se u današnjem selu Asuci u prefekturi Nari.
Bila je glavnim gradom sve dok ju carica Jitō nije napustila te preselila u Fujiwara-kyōu.

## Ime
Postoji nekoliko teorija. Po nekima je od imena za pticu krstokljuna (Loxia curvirostra) (na japanskom isuka) ili prema mjesnim geološkim osobinama, t.j. 洲処 (suka, pješčani sprud, pješčana obala, delta) ili 崩地 (asu) + 処 (ka). Po nekima je izveden od izraza Ashuku nyorai, japanskog izraza za budistički pojam Akshobhyu, jednog od Pet Buda mudrosti, kojeg se još štuje u hramu Asuka-deri, svetištu Asuka-niimasu-jinji (svetištu za njegovu manifestaciju kao šintoističkog boga) te još nekim građevinama iz tih vremena.